# Estação Nova Suíça
Nova Suíça é uma futura estação do Metrô de Belo Horizonte que conectará a atual linha 1 e a futura linha 2. Atualmente encontra-se em obras e sua conclusão está prevista para o 2º semestre de 2026.

## História
As obras da Linha 2 (Barreiro - Nova Suíça) foram contratadas em 1985, porém iniciadas apenas em 1998 pela empresa Mendes Junior. A área para a implantação da estação Nova Suíça (chamada inicialmente de Rodoviária) foi desapropriada, limpa e terraplanada. Suas obras foram paralisadas em 2004. Desde então a área continua cercada aguardando a retomada do projeto. Prometida novamente em 2011, a obra não foi retomada.
Em 2019 uma nova promessa foi efetuada para a retomada das obras, por meio da concessão do sistema à iniciativa privada. As obras da Estação Nova Suíça, da Linha 2 do metrô de Belo Horizonte, foram reiniciadas em setembro de 2024 e seguem em ritmo avançado.